# Три води
Три води (на македонска литературна норма: Три Води) е село в община Струмица, Северна Македония.

## География
Селото е разположено високо в Беласица, южно от Струмица.

## История
През XIX век селото е чисто българско. В „Етнография на вилаетите Адрианопол, Монастир и Салоника“, издадена в Константинопол в 1878 година и отразяваща статистиката на населението от 1873 година, Три води (Trivodi) е посочено като село с 12 домакинства, като жителите му са 37 българи. Между 1896 и 1900 година селото преминава под върховенството на Българската екзархия. Според статистиката на Васил Кънчов („Македония. Етнография и статистика“) от 1900 година селото е населявано от 85 жители, всички българи християни.
В началото на XX век цялото село е под върховенството на Българската екзархия. По данни на секретаря на екзархията Димитър Мишев („La Macédoine et sa Population Chrétienne“) през 1905 година в селото има 72 българи екзархисти.
Според преброяването от 2002 година Три води има 12 жители, всички северномакедонци. Основна забележителност на селото са трите извора в центъра му, на които е кръстено.
Според данните от преброяването през 2021 г. Три Води е без жители.

## Личности
Родени в Три води
- Георги Митушев, български революционер, ръководител на местния комитет на ВМОРО.[8]